# Björkö, Kumlinge
Björkö är en ö och by i Kumlinge kommun, landskapet Åland.
Byn har idag 13 invånare (2012). Sommartid trefaldigas invånartalet.
Från Korsö som hör till byn går en wirefärja till grannön Lappo i Brändö kommun. Därifrån kan man åka med färja till övriga delar av Kumlinge och Brändö. Färjeförbindelsen inrättades 1976. Några år på 1940-talet fanns en skola i byn, och till 1986 hade byn lanthandel. Fortfarande reses midsommarstången mitt i byn varje år. Näringsgrenar: Jordbruk, turism. Fisket har alltmer förlorat i betydelse.
Historiskt utgjorde området "Björköbol" de tre byarna Björkö, Asterholma och Lappo - samma området som idag har postadress 22840 Lappo.
Den åländska författaren Eva Sundberg utgav 1993 en bok om dialekterna i Björkö samt Brändö kommun.